# Tacaratu
Tacaratu es un municipio brasileño del estado de Pernambuco. Tiene una población estimada al 2020 de 26 106 habitantes.

## Etimología
El nombre Tacaratu es de origen indígena Pankararu, que significa "sierra de muchas puntas o picos", debido gran cantidad de sierras puntiagudas en la región.

## Historia
La historia registra que en 1652 existía un curato y Tacaratu era considerada una maloca o poblado de indios de las tribus Pankararus, Umaús, Vouvêa y Geriticó, todos del grupo linguistíco Kariri. La maloca se dominaba "Cana-Brava". Después, el lugar fue llamado "Brejo dos Padres". Así se inició el poblamiento de la antigua Villa de Tacaratu, primitiva área del municipio.
A través de documentos que datan del 1752, existía en esa aldea indígena una pequeña capilla dedicada a Nuestra Señora de la Salud, probablemente erigida por los padres que servían en la  evangelización.
En 1760 los habitantes dirigieron una petición al Obispo D. Francisco Xavier Araña, solicitando la creación de una freguesia. Así, fue Tacaratu elevada a aquella categoría en el año 1761. Tras reformas , la primitiva capilla pasó a la condición de iglesia matriz. Elevado a la categoría de municipio con la denominación de Tacaratu, por la ley provincial n.º 1819, del 30 de diciembre de 1953, desglosándolo de Petrolândia.
Tacaratu hoy es conocido por su producción de artesanías en telas, donde se destacan las redes, mantas, alfombras, colchas etc., exportados para diversos estados brasileños y hasta otros países. El municipio posee mucho ecoturismo.

## Geografía
Se localiza a la latitud 09º06'19" sur y la una longitud 38º08'57" oeste, estando la altitud de 514 metros.

### Hidrografía
El municipio está insertado en la cuenca del río San Francisco.